# María Dolores Villatoro Carnerero
María Dolores Villatoro Carnerero (Cabra, Córdoba, 5 de diciembre de 1958) es una maestra y política española. Fue alcaldesa de Cabra desde 2007 a 2011, llegando a ser la primera mujer en ocupar dicho cargo.

## Biografía
Realiza sus primeros estudios en el colegio público, Nuestra Señora de la Sierra de dicha localidad. Estudió Bachillerato y COU en el IES Aguilar y Eslava y, posteriormente, se traslada a Córdoba para así  licenciarse en Educación General Básica por la Universidad de Córdoba.
Se metió en política en 1987. En 1991 fue elegida concejala del Ayuntamiento de Cabra, donde después pasó a ser vicepresidenta y diputada en Diputación de Córdoba, cargo que ostento hasta el 16 de junio de 2007, año en que paso al consistorio de Cabra. Por último ejerció como alcaldesa de la localidad hasta el 11 de junio de 2011, cuando fue sustituida por Fernando Priego Chancón.
También ha ocupado también la agrupación local del PSOE de Cabra.
Se presentó como candidata del PSOE a alcaldesa en las elecciones municipales de 2003, pero no lo consiguió. Sin embargo, fue elegida alcaldesa tras las elecciones municipales de 2007, en las que tuvo que pactar con IU, que pasaron a entrar al gobierno municipal.
En las elecciones municipales del 2011, pierde la alcaldía y renuncia a su escaño de concejal, volviendo a ejercer de maestra de primaria.